# Автостради в Італії

Карта автомагістраей в Італії

Автостради в Італії (італ. Autostrade in Italia) — система доріг, що утворюють національну мережу автомагістралей Італії. Загальна довжина системи становить близько 6.758 кілометрів. У Північній і Центральній Італії автостради в основному складаються з платних доріг, якими керує холдингова компанія Автостради Італії, контрольована Cassa Depositi e Prestiti. Інші оператори включають ASTM, ATP і Автостради Ломбардії на північному заході, автострада в Бреннеро, A4 Holding, Концесії на венеційські автомагістралі та Автостради Венете на північному сході, Strada dei Parchi, SALT, SAT і Autocisa в центрі, і CAS на півдні.

## Історія
Італія стала першою країною, яка відкрила автомагістралі, зарезервовані для автомобілів, завдяки A8. Автомагістраль Мілан-Лагі (сполучає Мілан з Варезе) була розроблена П’єро Пурічеллі, інженером-будівельником і підприємцем. Перший дозвіл на будівництво громадської швидкісної дороги він отримав у 1921 році та завершив будівництво (по одній смузі в кожному напрямку) між 1924 і 1926 роками. До кінця 1930-х років по всій Італії було побудовано понад 400 кілометрів багато- та двосмугових автомагістралей, які з’єднували міста та сільські селища.

## Правила дорожнього руху

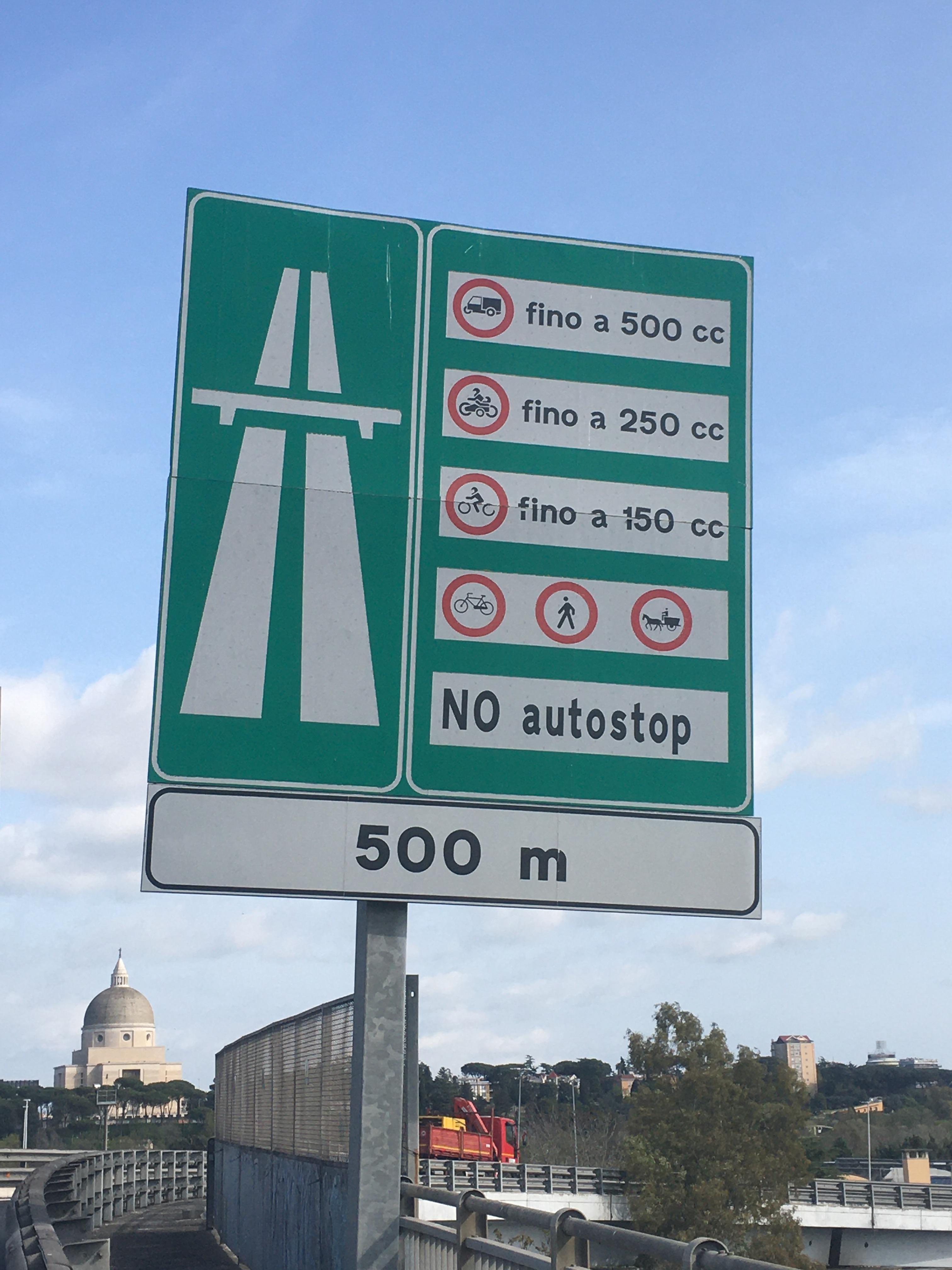
Знак регулювання автостради вздовж пандуса

Італійська автострада не повинна використовуватися: 
- Пішоходи та тварини (крім місць відпочинку)
- Велосипеди
- Мопеди
- Мотоцикли з робочим об’ємом двигуна менше 150 куб/см., (якщо оснащено двигуном внутрішнього згоряння)
- Коляски з робочим об'ємом двигуна менше 250 куб/см., (якщо оснащено двигуном внутрішнього згоряння)
- Моторизовані триколісні велосипеди, призначені для перевезення людей до 2 місць для сидіння з робочим об’ємом двигуна менше 250 куб/см., (якщо оснащений двигуном внутрішнього згоряння) або має двигун потужністю менше 15 кіловат.
- Мотоциклетні транспортні засоби, не включені до попередніх категорій, з масою порожнього автомобіля до 400 кг., або повною масою транспортного засобу до 1300 кг.
- Автомобілі з розрахунковою швидкістю на рівній дорозі менше 80 кілометрів за годину (50 миля/год)[6].
- Автомобілі без шин
- Сільськогосподарські транспортні засоби та технічні транспортні засоби (наприклад, важке обладнання)

## Швидкість

Знак автостради

Італійський автомобільний транспорт має стандартне обмеження швидкості 130 км/год (80 миля/год) для автомобілів. Обмеження для інших транспортних засобів (або під час поганої погоди та/або поганої видимості) нижчі. Законодавчі положення дозволяють операторам встановлювати обмеження до 150 км/год (95 миля/год) на їхніх поступках на добровільній основі, якщо є три смуги в кожному напрямку та працює SICVE, або Safety Tutor, який є системою камер контролю швидкості, яка вимірює середню швидкість на певній відстані. Станом на 2022 рік жодна дорога не використовувала цю можливість.
Перше обмеження швидкості, до 120 км/год (75 миля/год), було введено в дію в листопаді 1973 року в результаті нафтової кризи 1973 року. У жовтні 1977 року була введена ступенева система: автомобілі з об'ємом двигуна понад 1,3  літра мав 140 км/год., обмеження швидкості, автомобілі 900–1299 см 3 мало межу 130 км/год.,, 600–899 см 3 міг проїхати на 110 км/год., і 599 см3 (36,6 дюйм3)   або менше мали максимальну швидкість 90 км/год.. У липні 1988 року загальне обмеження швидкості становило 110 км/год., було введено для всіх автомобілів понад 600 см 3 (нижня межа була збережена для менших автомобілів) урядом PSDI. У вересні 1989 року їх було збільшено до 130 км/год., для автомобілів вище 1,1 літра і 110 км/год., для менших.

## Головні приміські дороги

Дорожній знак головної приміської дороги

Шосе типу B (або strada extraurbana principale ), широко, але неофіційно відоме як superstrada (італійський еквівалент швидкісної дороги), — це розділене шосе з принаймні двома смугами руху в кожному напрямку, узбіччям з бруківкою справа, без поперечного руху та без перехрестя рівня. Обмеження проїзду на таких магістралях точно такі ж, як і на автострадах. Знаки на початку та в кінці автомагістралей однакові, за винятком того, що фон синій, а не зелений. Загальне обмеження швидкості на позаміських маршрутах становить 110 км/год. Заміські проїзди не оплачуються. Усі торговельні позаміські підприємства належать і управляються ANAS і безпосередньо контролюються урядом Італії або регіонами.